# Yutaka Akita
Yutaka Akita (jap. 秋田豊 Akita Yutaka; ur. 6 sierpnia 1970 w Nagoi) – japoński piłkarz, grający na pozycji środkowego obrońcy.

## Kariera klubowa
W latach 1986–1988 uczęszczał do Aichi High School, gdzie stawiał pierwsze piłkarskie kroki. Następnie grał w drużynie Aichi Gakuin University.
Po ukończeniu uniwersytetu został zawodnikiem Kashimy Antlers i w 1993 roku zadebiutował w jej barwach w rozgrywkach J-League. Od początku był podstawowym zawodnikiem zespołu, a w pierwszej rundzie został mistrzem ligi.
W 1996 roku po raz pierwszy w karierze został mistrzem Japonii, a w 1997 roku pierwszej rundy J-League. Za postawę w lidze trafił do jedenastki sezonu w Japonii. W 1998 roku także był w najlepszej drużynie roku, a Kashima z Yukatą w składzie została znów mistrzem kraju. Sukces ten osiągnął także w 2000 i 2001 roku. Wtedy też był w jedenastce sezonu. W Kashimie Yukata grał do 2003 roku. Ostatnim sukcesem w barwach Antlers było zdobycie A3 Champions Cup. Łącznie w Kashimie wystąpił 334 razy i zdobył 20 goli.
W 2004 roku przeszedł do klubu Nagoya Grampus Eight. W swoim pierwszym sezonie w tym klubie grał w pierwszym składzie i zajął 7. miejsce w J-League, ale już w kolejnych dwóch był zazwyczaj rezerwowym. Przez trzy lata rozegrał dla Nagoi 57 meczów, w których trzykrotnie wpisał się na listę strzelców. W 2007 roku odszedł do Kyoto Sanga FC. Awansował z nim z drugiej do pierwszej ligi, a po sezonie zakończył karierę piłkarską w wieku 37 lat.
| Sezon | Klub                 | Kraj    | Rozgrywki | Mecze | Bramki |
| ----- | -------------------- | ------- | --------- | ----- | ------ |
| 1993  | Kashima Antlers      | Japonia | J-League  | 45    | 3      |
| 1994  | Kashima Antlers      | Japonia | J-League  | 39    | 4      |
| 1995  | Kashima Antlers      | Japonia | J-League  | 54    | 0      |
| 1996  | Kashima Antlers      | Japonia | J-League  | 23    | 0      |
| 1997  | Kashima Antlers      | Japonia | J-League  | 28    | 6      |
| 1998  | Kashima Antlers      | Japonia | J-League  | 37    | 3      |
| 1999  | Kashima Antlers      | Japonia | J-League  | 36    | 3      |
| 2000  | Kashima Antlers      | Japonia | J-League  | 39    | 2      |
| 2001  | Kashima Antlers      | Japonia | J-League  | 37    | 3      |
| 2002  | Kashima Antlers      | Japonia | J-League  | 42    | 5      |
| 2003  | Kashima Antlers      | Japonia | J-League  | 28    | 1      |
| 2004  | Nagoya Grampus Eight | Japonia | J-League  | 26    | 0      |
| 2005  | Nagoya Grampus Eight | Japonia | J-League  | 19    | 1      |
| 2006  | Nagoya Grampus Eight | Japonia | J-League  | 12    | 2      |
| 2007  | Kyoto Sanga FC       | Japonia | J-League  | 14    | 0      |

## Kariera reprezentacyjna
W reprezentacji Japonii Akita zadebiutował 24 października 1995 roku w wygranym 2:1 towarzyskim spotkaniu z Arabią Saudyjską. W 1998 roku został powołany przez Takeshiego Okadę do kadry na Mistrzostwa Świata we Francji. Tam był podstawowym zawodnikiem i wystąpił we wszystkich trzech meczach grupowych: przegranych po 0:1 z Argentyną, Chorwacją oraz 1:2 z Jamajką. Z kolei w 2002 roku znalazł się w kadrze Philippe’a Troussiera na Mistrzostwa Świata 2002, którego współgospodarzem była Japonia. Na tym Mundialu był rezerwowym i nie wystąpił w żadnym spotkaniu. Karierę reprezentacyjną zakończył w 2003 roku. W kadrze Japonii rozegrał 44 mecze i strzelił 4 gole.